# Maurice Devignée
Maurice Devignée, né le 16 février 1882 à Bressoux et mort le 11 mai 1969, est un architecte belge. 

## Biographie
Formé à l'académie des beaux-arts de Liège, Maurice Devignée réalise avant la Première Guerre mondiale une série de maisons à Liège dans le style Art nouveau. Il est aussi footballeur au Standard Liège de 1903 à 1912.

## Réalisations

### Style Art nouveau
- 1905 : Maison Platteau, rue Saint-Julien, no 8, à Liège.
- 1905 : Ancienne fabrique d'armes Sévart (sgraffite), rue Grandgagnage, no 16-18, à Liège.
- 1907 : Maison Lambotte, rue Ernest de Bavière, no 17
- 1909 : Maison Sévart, rue des Bayards no 46, à Liège.
- 1910 : Hôtel Verlaine, rue Grandgagnage, no 12, à Liège.
- 1911 : Maison Dubois, avenue Émile Digneffe, no 22, à Liège.
- 1911 : Maisons Thiriart, maisons jumelles, Montagne Sainte-Walburge, no 34, 36[2]
- Maisons, avenue Émile Digneffe, no 28, 29.
- Maison, rue Gaucet, no 37
- Maison, rue Herman Reuleaux, no 39
- Maison, quai du Roi Albert, no 32
- Séquence Devignée, suite de 5 maisons, rue Herman Reuleaux, nos 62, 64 et 66 et rue Frédéric Nyst nos 65 et 67.
- Maisons, avenue Émile Digneffe, no 28, 29.

### Style Art déco
- 1926 : Le Trocadéro, rue Lulay-des-Fèbvres à Liège

### Style moderniste
- 1930 : bâtiment du Sport Nautique, future villa consulaire, parc de la Boverie, à Liège.

### Autres styles
- Maison, rue Herman Reuleaux, no 31

## Galerie

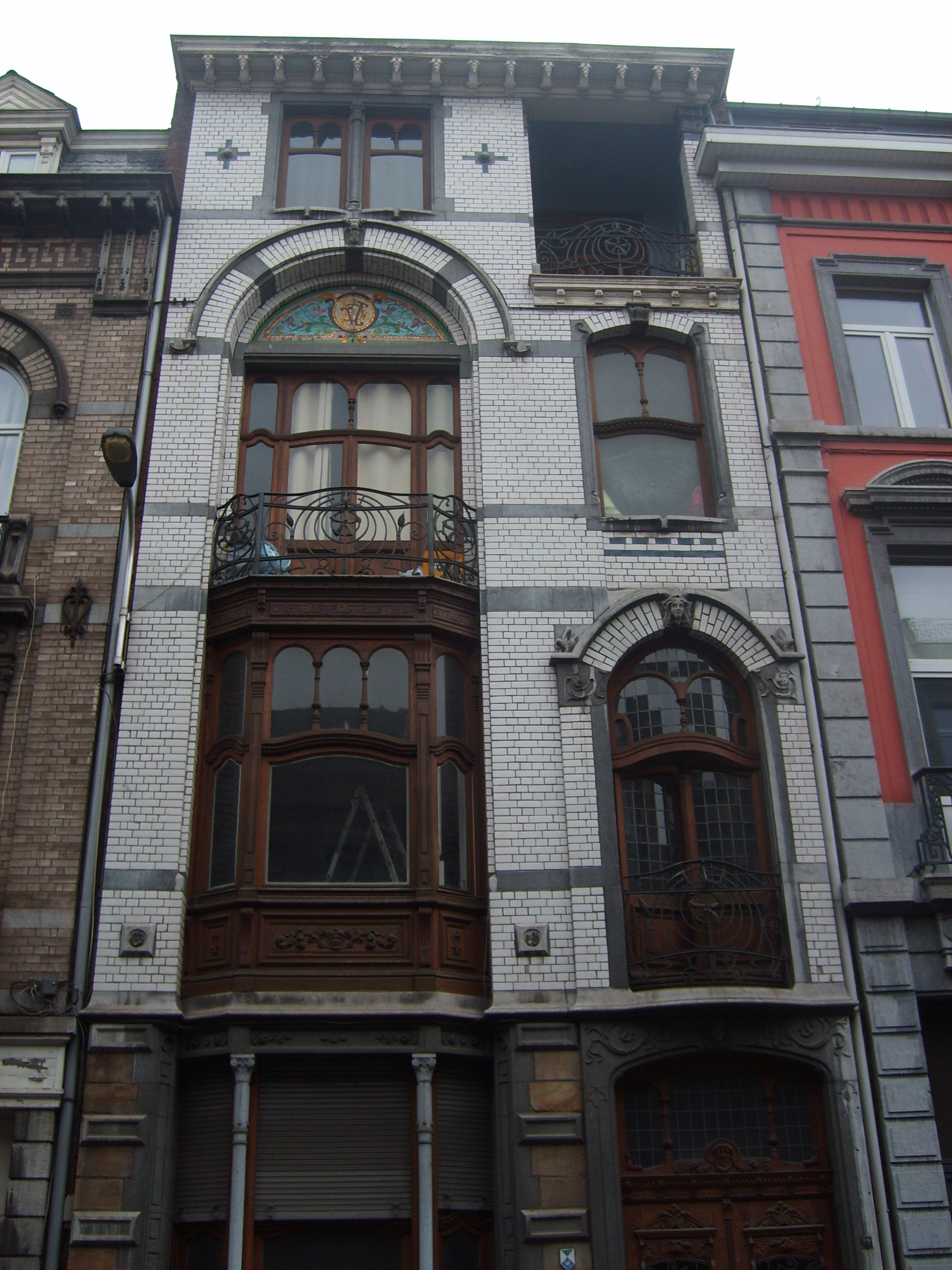
Hôtel Verlaine
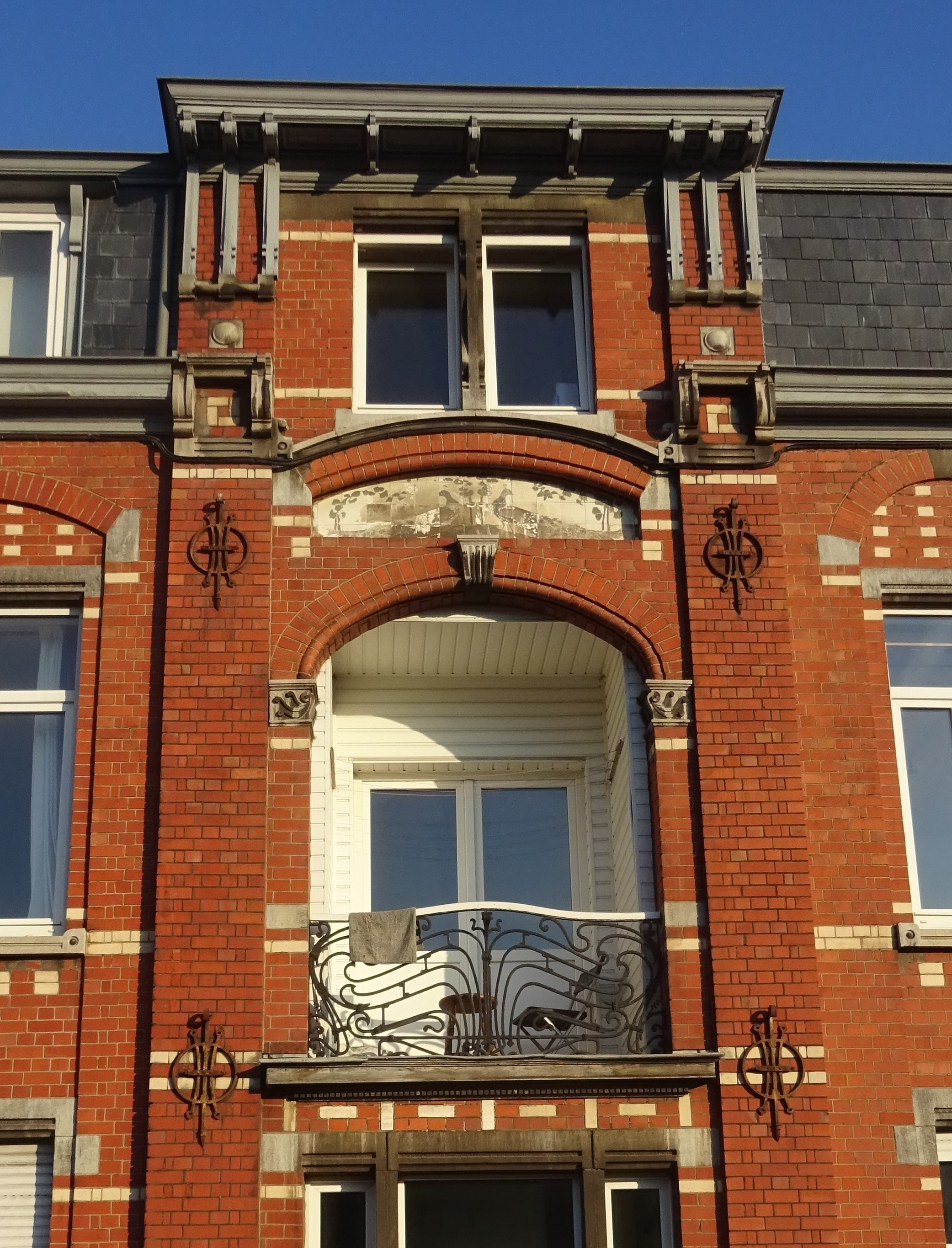
Séquence Devignée
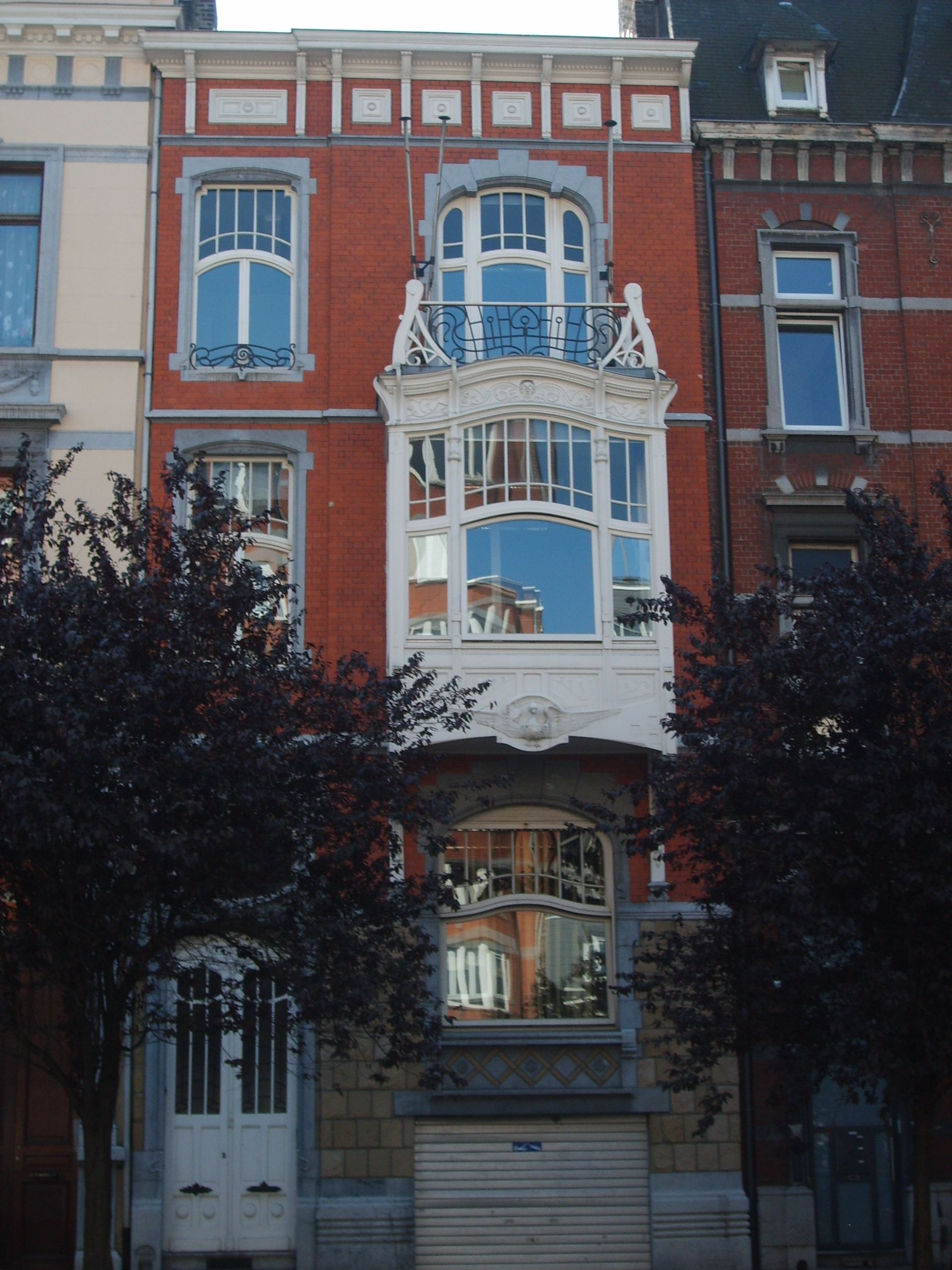
Maison Dubois
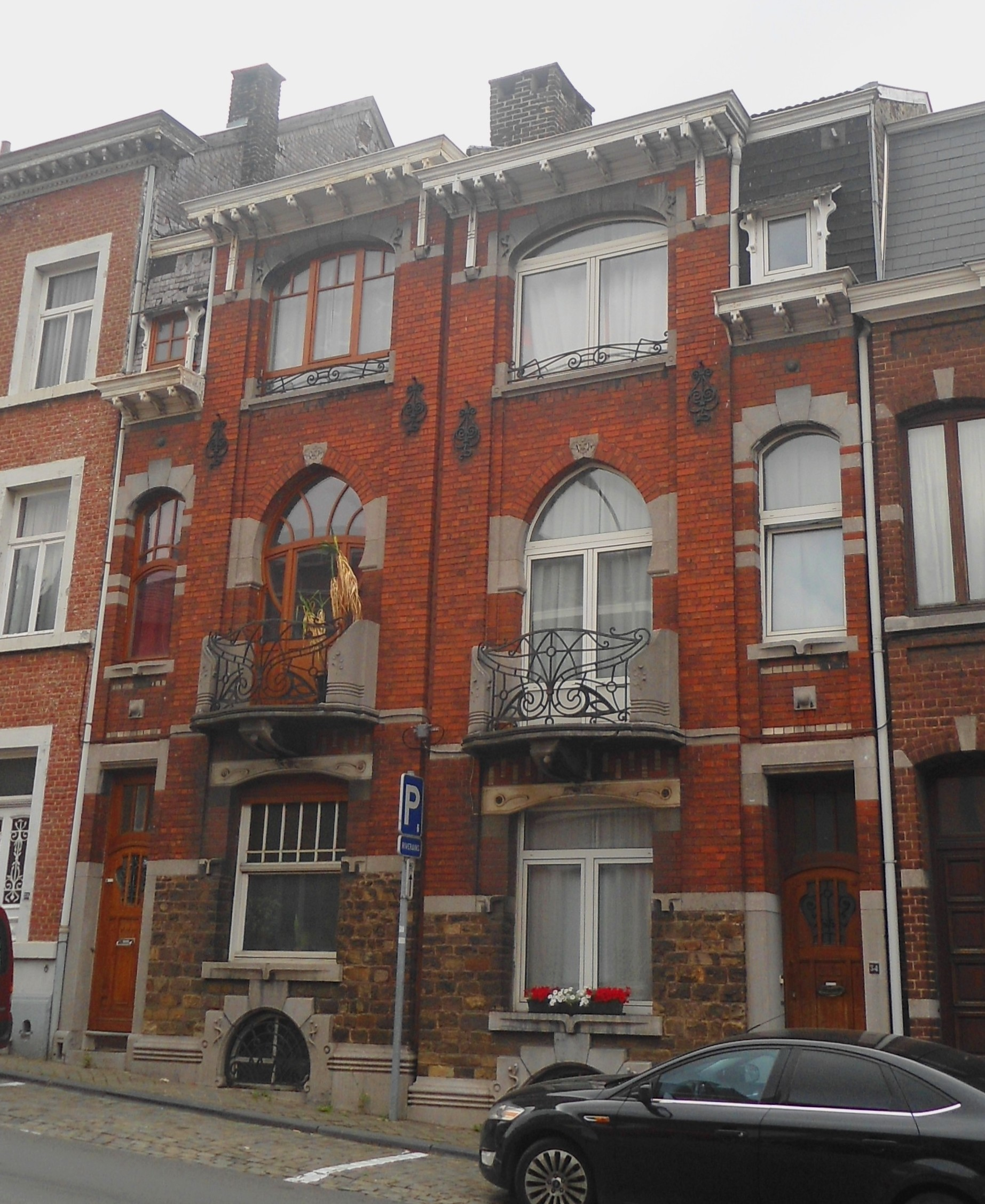
Maisons Thiriart
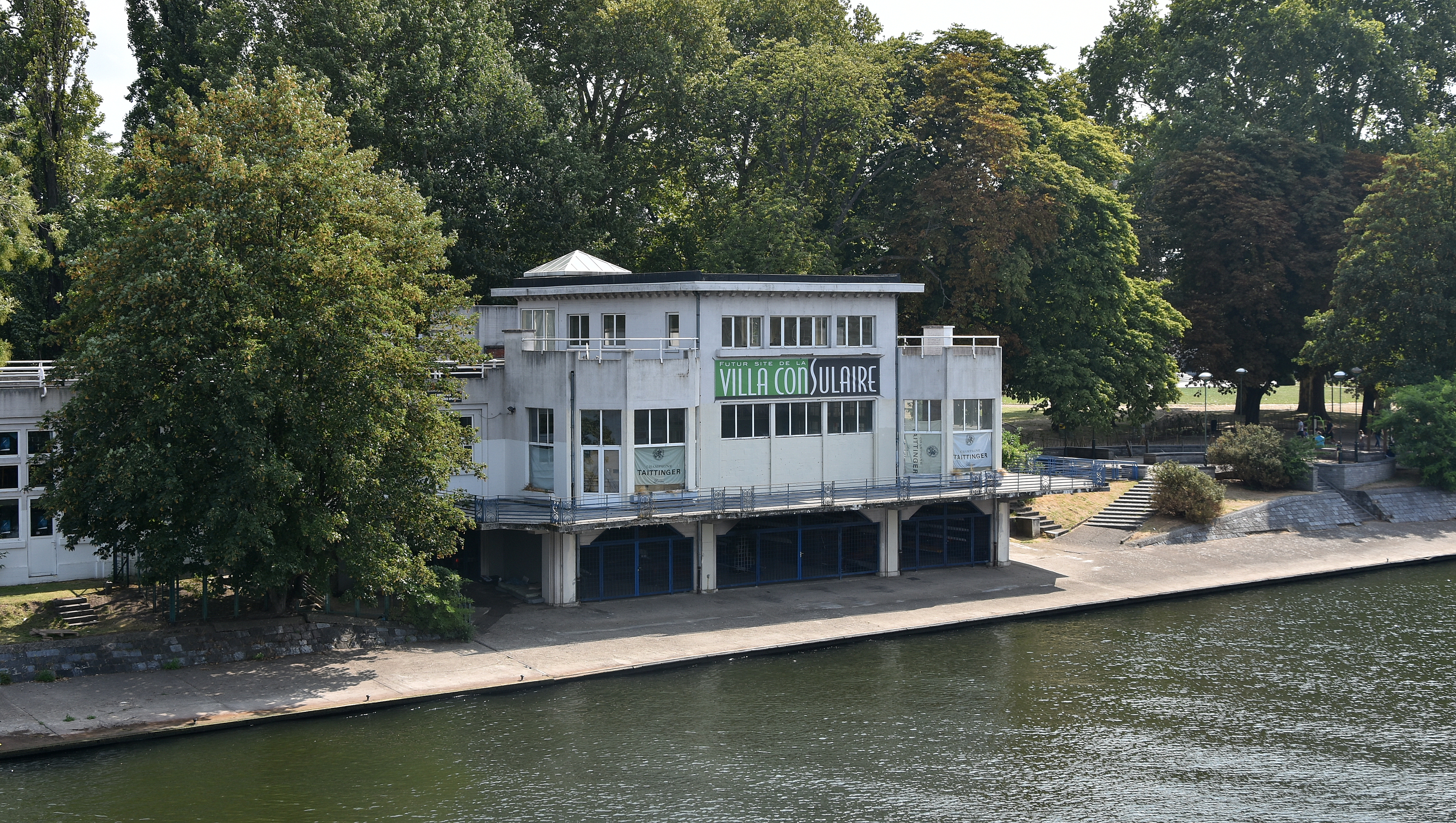
Bâtiment du Sport nautique, Parc de la Boverie